# Chloroceryle americana
Chloroceryle americana là một loài chim trong họ Alcedinidae.
Loài này chim này là loài định cư và sinh sản ở phía nam Texas ở Hoa Kỳ về phía nam qua Trung và Nam Mỹ đến miền trung Argentina.
Loài chim bói cá nhỏ này sinh sản ở khu vực dọc các con suối trong rừng hoặc rừng ngập mặn. Tổ của chúng nằm một hang nằm ngang dài lên đến một mét ở bờ sông. Chim mái đẻ ba đến bốn quả trứng.

## Hình ảnh

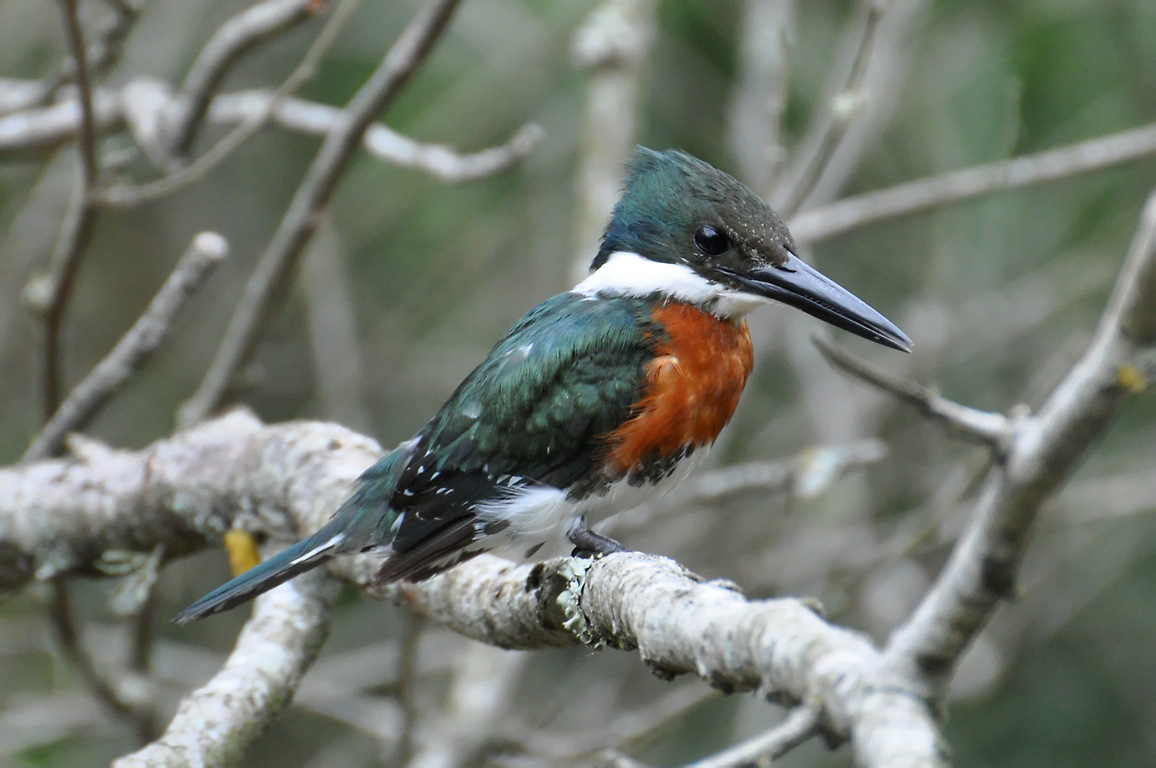
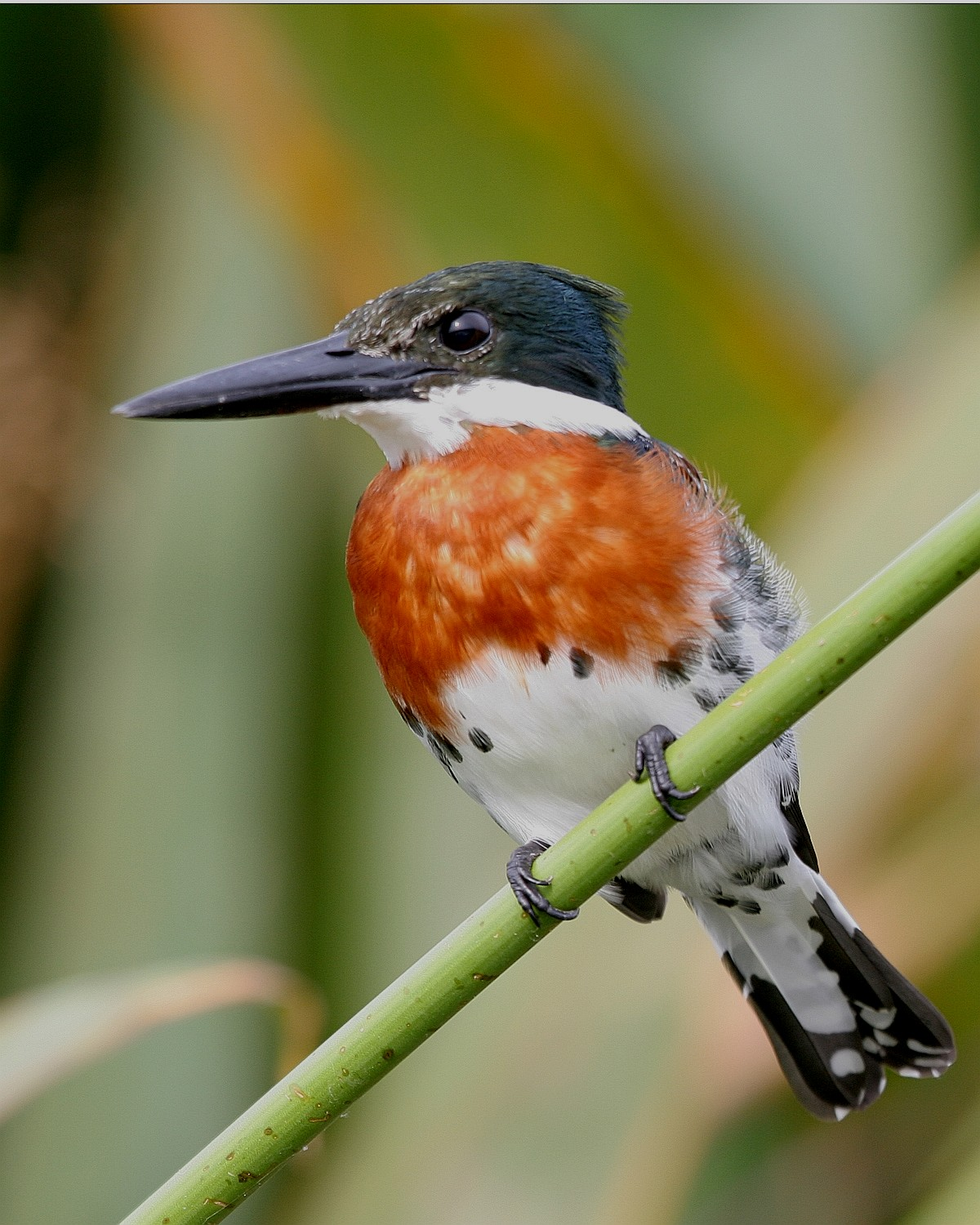
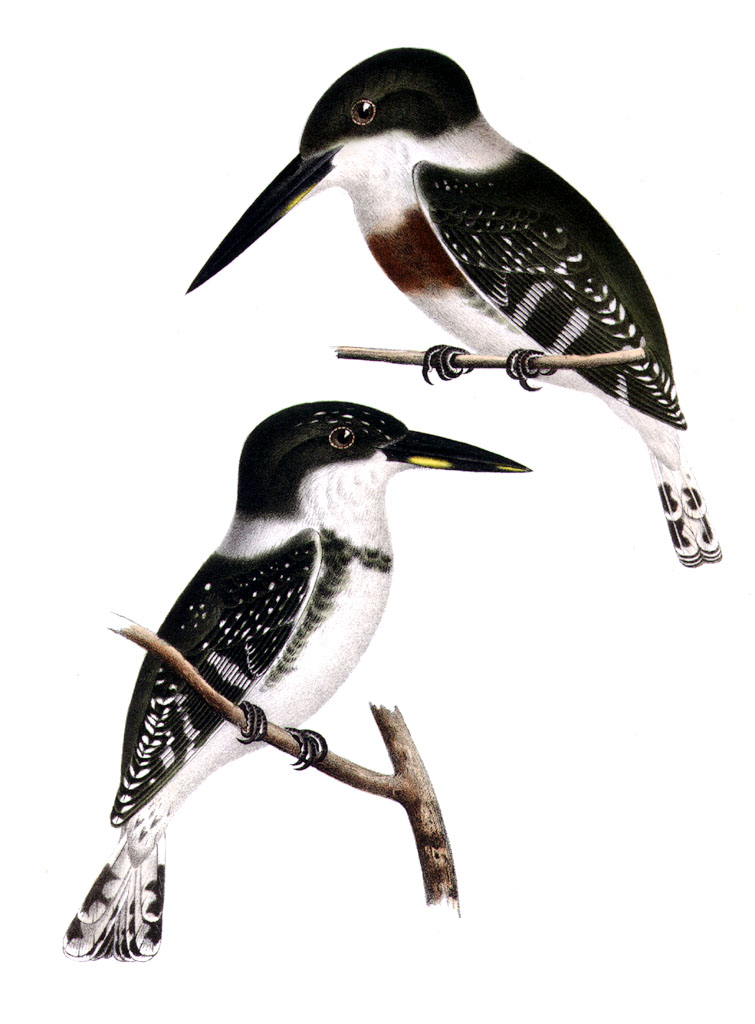
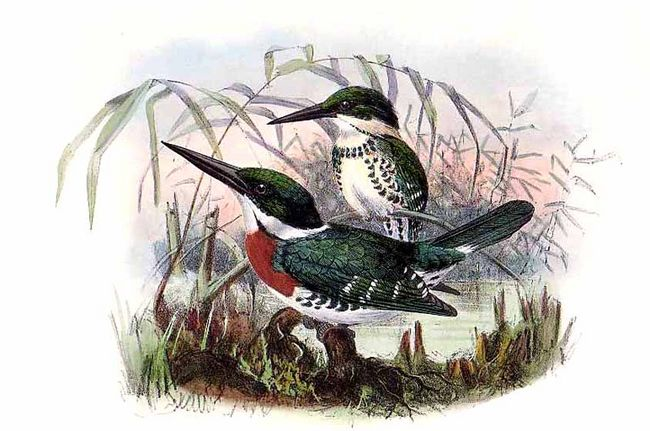
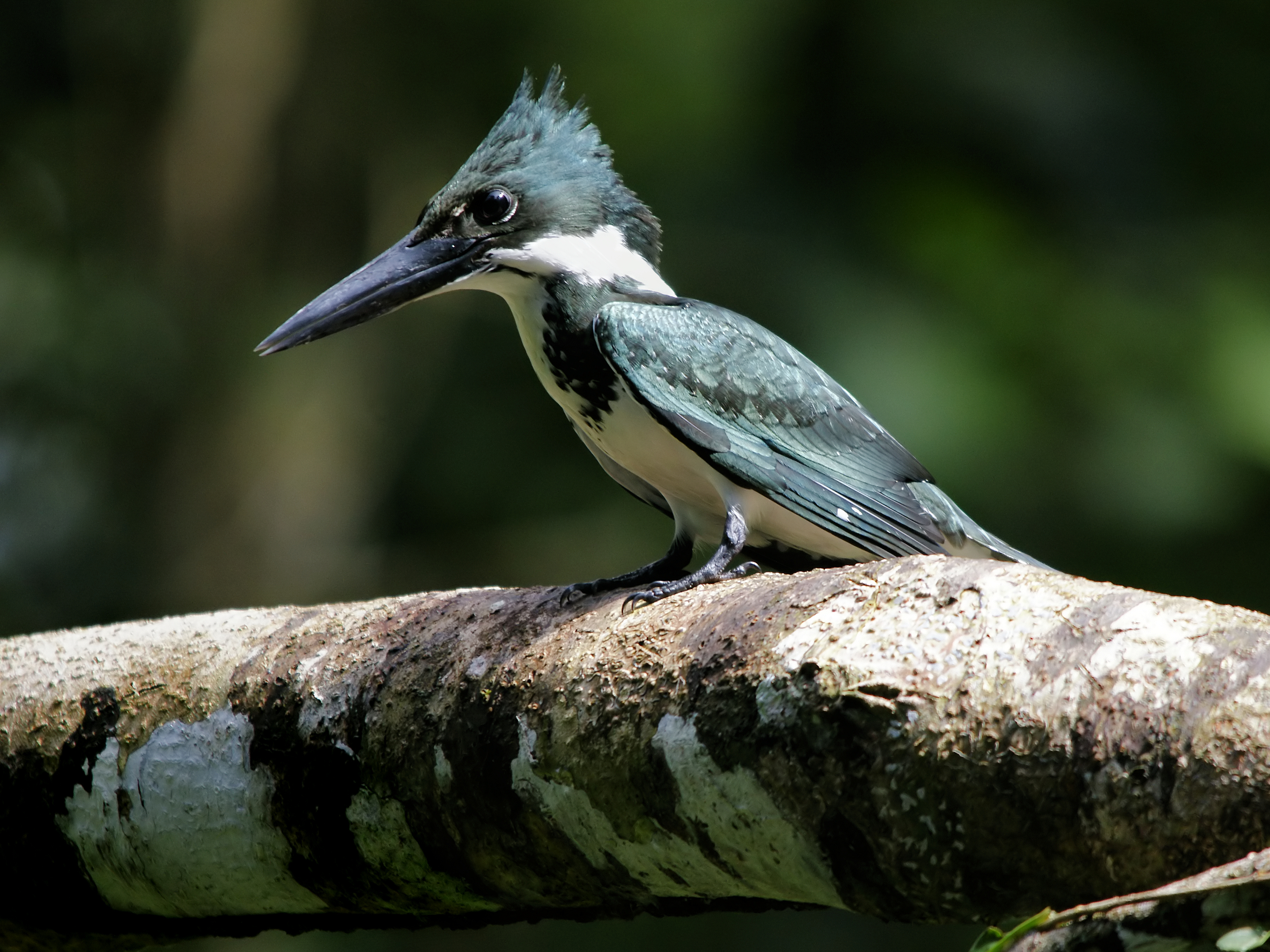
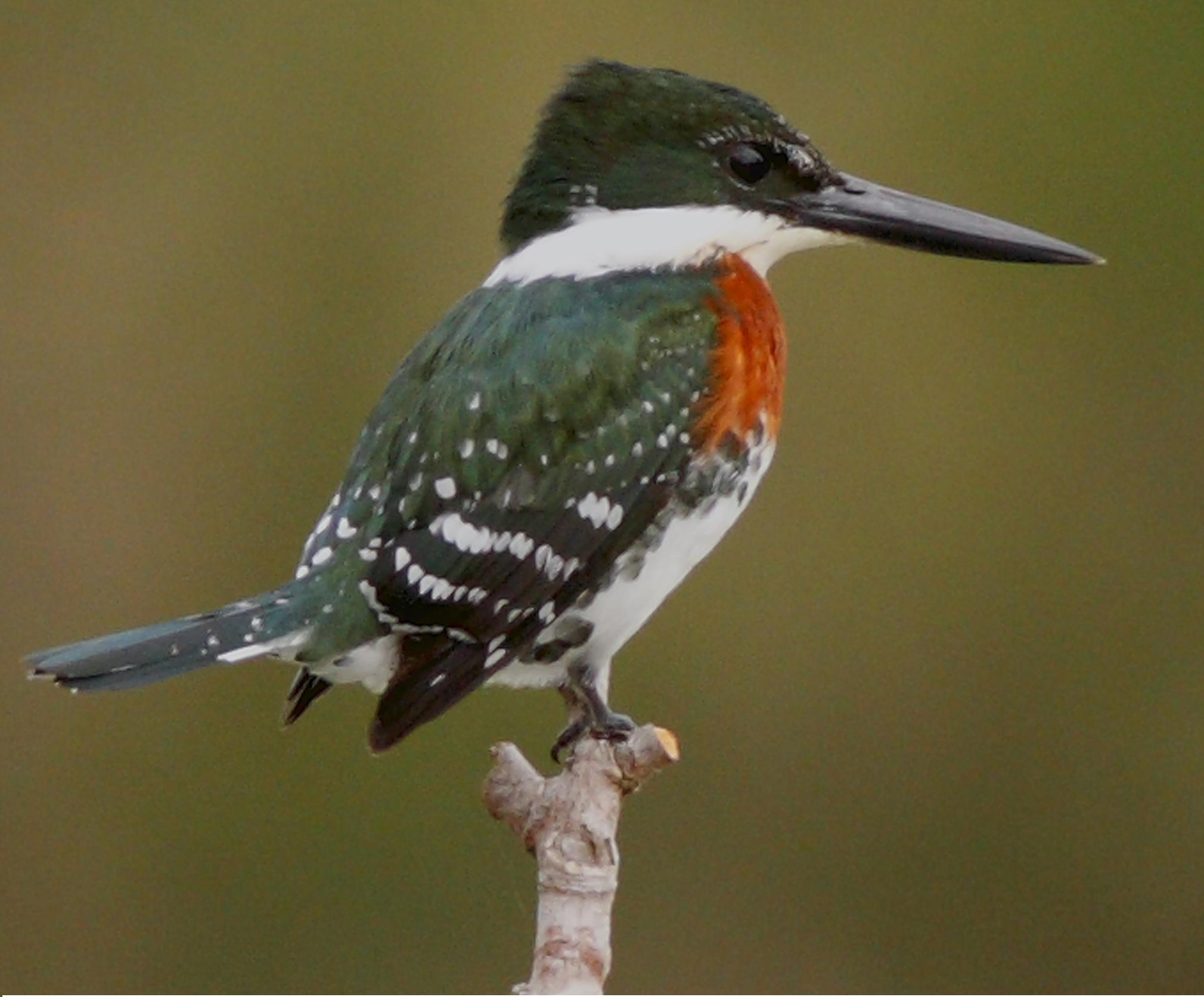